# Scelolophia subrubella
Scelolophia subrubella là một loài bướm đêm trong họ Geometridae.